# Irjanne
Irjanne är en tätort (finska: taajama) i Euraåminne kommun i landskapet Satakunta i Finland. Vid tätortsavgränsningen den 31 december 2021 hade Irjanne 279 invånare och omfattade en landareal av 2,58 kvadratkilometer.